# 51P/Harrington
La cometa Harrington, formalmente 51P/Harrington, è una cometa periodica appartenente alla famiglia delle comete gioviane.

## Frantumazione del nucleo
Durante il passaggio al perielio del 1994 il nucleo della cometa si è frammentato in tre parti; il frammento principale è stato chiamato A, i due frammenti secondari sono stati chiamati B e C. Lo stesso fenomeno si è ripetuto durante il passaggio al perielio del 2001, quando l'unico nucleo cometario sopravvissuto, quello chiamato A nel 1994, si è scisso in due frammenti; il principale ha conservato la denominazione A, mentre il secondario è stato chiamato D.